# Distretto di Ochtyrka
Il distretto di Ochtyrka (in ucraino Охтирський район?) è un distretto nell'oblast' di Sumy  in Ucraina. Il suo centro amministrativo è la città di Ochtyrka. Ha una popolazione di 120 107 abitanti.
Il 18 luglio 2020, come parte della riforma amministrativa dell'Ucraina, il numero di distretti dell'oblast di Sumy è stato ridotto a cinque e l'area del distretto di Ochtyrka è stata notevolmente ampliata.